# Lorena Roldán
Lorena Roldán Suárez (Tarragona, 7 de agosto de 1981) é uma advogada e política espanhola, deputada do Parlamento da Catalunha pelo grupo Cidadãos - Partido da Cidadania e líder da oposição durante a  XII Legislatura. Também foi senadora nas Cortes Gerais da Espanha, por designação do Parlamento da Catalunha, de 2018 a 2020.

## Biografia
Nascida em Tarragona em 7 de agosto de 1981, é formada em Direito pela Universidade Rovira i Virgili, e tem mestrado em Acesso ao Direito pela mesma universidade. Exerceu a advocacia e trabalha na administração pública local, na área de serviços jurídicos e contratação administrativa.
Em 2014, afiliou-se ao partido político Cidadãos depois de trabalhar por um tempo na Deputação Provincial de Tarragona, onde, segundo ela, se sentiu pressionada a participar da manifestação do Dia da Nacional da Catalunha de 2013, alguns meses antes. Um ano depois, ela concorreu nas listas do seu partido para as eleições municipais de 2015 em Tarragona, e foi eleita vereadora da Câmara Municipal de Tarragona. Posteriormente, ela concorreu às Eleições regionais na Catalunha em 2015, na quarta posição da lista de Tarragona do mesmo partido, e foi eleita para o Parlamento autônomo, renunciando à sua posição como vereadora na Câmara de Tarragona. Nas eleições para o Parlamento da Catalunha, em 2017, ela renovou seu ato como deputada por Tarragona, desta vez ocupando o segundo lugar na lista do seu partido. Em 2018, ela foi nomeada senadora pelo Parlamento da Catalunha.
Em julho de 2019, ganhou as primárias do partido Cidadãos para se tornar a candidata do partido à presidência da Generalitat da Catalunha nas eleições regionais, e é indicada como porta-voz nacional do partido. No entanto, no verão de 2020, a nova executiva do Cidadãos, liderado por Inés Arrimadas, substitui Lorena Roldán por Carlos Carrizosa como candidato à Generalidade da Catalunha.
Em 30 de dezembro de 2020, um mês e meio antes das eleições catalãs de 14 de fevereiro de 2021, ela anunciou sua saída do partido e de que iria ingressar no Partido Popular Catalão.